# Benigne Marquès i Sala
Benigne Marquès i Sala   (Oliana, 13 de febrer de 1940) és un canonge i arxiver català. El 1974 va assumir el càrrec d'arxiver capitular de l'Arxiu Diocesà d'Urgell. És llicenciat en Dret Canònic i diplomat en Arxivística per l'Escola Vaticana de Paleografia, Diplomàtica i Arxivística. Ha estat un autor prolífic, amb diversos treballs d'investigació en el camp de l'arxivística així com de la història cultural i religiosa de l'Urgell i de la demarcació de Lleida. Des del 1996 és el director de la col·lecció Quaderns d'Estudis Andorrans.
El 2020 va ser guardonat amb la Creu de Sant Jordi "pel seu treball de preservació i divulgació de la cultura catalana que l'ha convertit en un referent intel·lectual".